# Каведаго
Каведаго (итал. Cavedago) — коммуна в Италии, располагается в провинции Тренто области Трентино-Альто-Адидже.
Население коммуны составляет 527 человек (2008 г.), плотность населения составляет 58 чел./км². Занимает площадь 9 км². Почтовый индекс — 38010. Телефонный код — 0461.
Покровителем коммуны почитается священномученик Лаврентий, празднование 10 августа.

## Демография
Динамика населения:

## Администрация коммуны
- Официальный сайт: http://www.cavedago.com/ Архивная копия от 2 февраля 2011 на Wayback Machine